# Otto Hirsch (Verwaltungsjurist)
Otto Hirsch (* 9. Januar 1885 in Stuttgart; † 19. Juni 1941 im Konzentrationslager Mauthausen) war ein deutscher Jurist und Verwaltungsbeamter.

## Leben

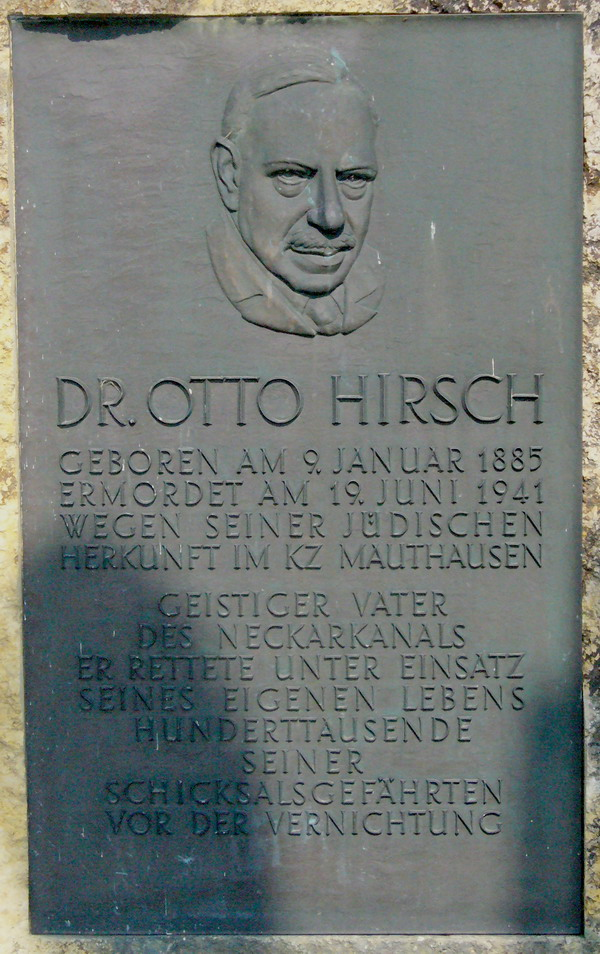
Gedenkplatte vor dem Hedelfinger Friedhof

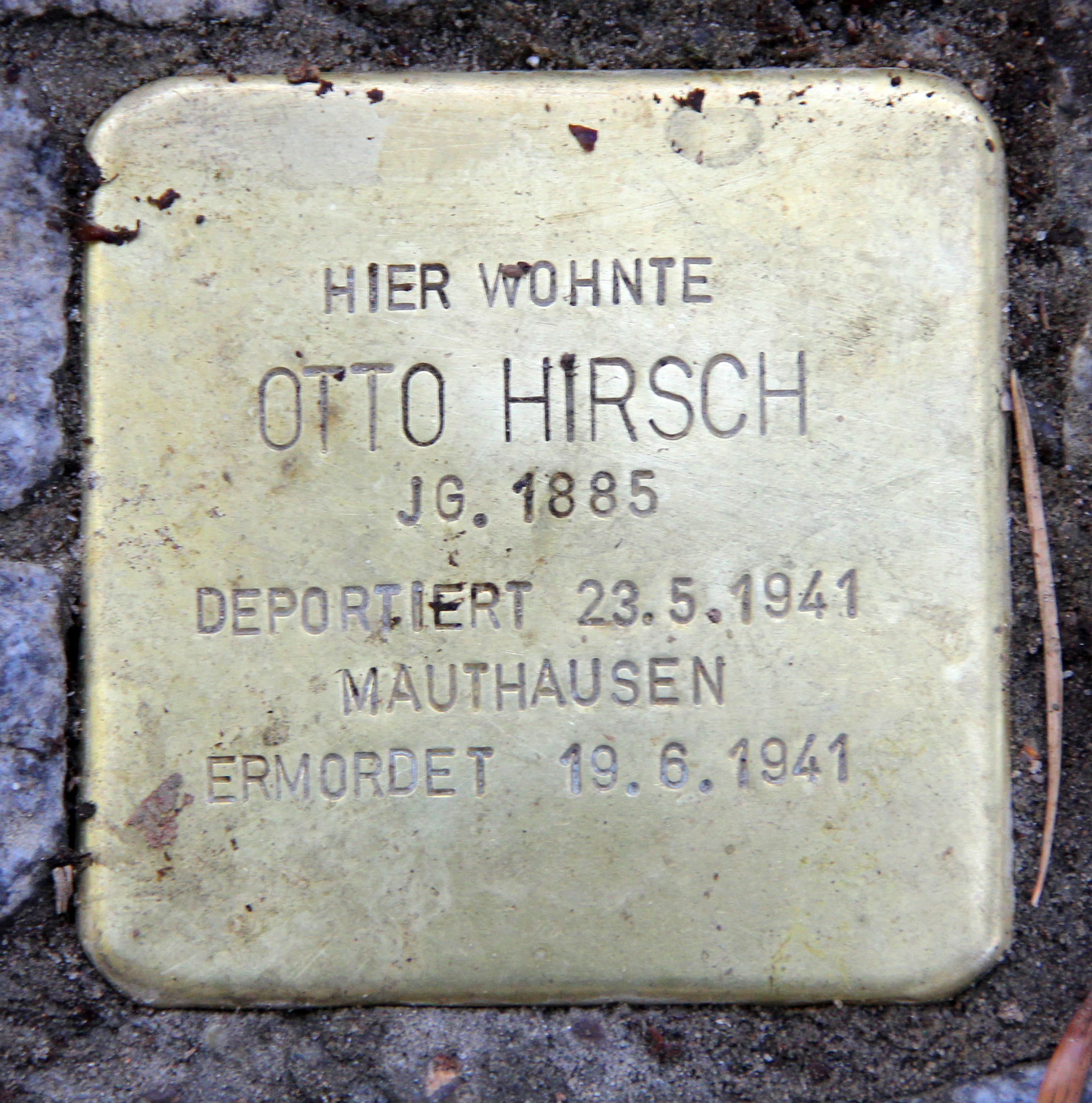
Stolperstein am Haus, Koenigsallee 35, in Berlin-Grunewald

Otto Hirsch wurde als Sohn des jüdischen Weingroßhändlers Louis Hirsch und seiner Frau Helene, geborene Reis, geboren. Er besuchte in Stuttgart die Schule und studierte von 1902 bis 1907 in Heidelberg, Leipzig, Berlin und Tübingen Rechtswissenschaften. Im Jahr 1903 unterbrach er sein Studium, um seinen Wehrdienst abzuleisten, und wurde nach einer Reserveübung 1905 zum Vizefeldwebel befördert. Der Aufstieg zum Reserveoffizier war ihm als Jude nicht möglich.
In den Jahren 1907 bis 1911 absolvierte er sein Referendariat in Stuttgart und legte 1911 sein zweites Staatsexamen ab. 1912 trat er als Ratsassessor in die Stuttgarter Stadtverwaltung ein.
Am 14. Mai 1914 heiratete er Martha Loeb. Das Ehepaar hatte drei Kinder.

## Wirken
Da er als Rechtsrat in Stuttgart das Kriegsleistungswesen leitete, zu dem er auch einen Gesetzeskommentar verfasste, wurde er im Ersten Weltkrieg für unabkömmlich erklärt und nicht zum Kriegsdienst eingezogen.
Nach der Novemberrevolution wurde er als Berichterstatter ins württembergische Innenministerium berufen. Von hier wurde er nach Weimar entsandt, um an den Artikeln 97 bis 100 zu Themen der Wasserstraßen der Weimarer Reichsverfassung mitzuwirken. Im Jahr 1921 wurde Hirsch Württembergs jüngster Ministerialrat.
Als er noch im gleichen Jahr zum ersten Vorstandsmitglied der Neckar AG berufen wurde, die den Bau des Neckarkanals betrieb, wurde er für diese Aufgaben vom Staatsdienst beurlaubt. Im Jahr 1926 beantragte er, nachdem die Finanzierung des Projektes gesichert war, seine Entlassung aus dem württembergischen Staatsdienst.
Gemeinsam mit dem Fabrikanten Leopold Marx und dem Musikwissenschaftler Karl Adler gründete er das Stuttgarter jüdische Lehrhaus, in welchem nach dem Vorbild des Frankfurter Lehrhauses assimilierte und orthodoxe Juden gemeinsam lernen sollten. Großer Wert wurde auf den hebräischen Sprachunterricht gelegt; das Haus diente auch als Austauschstätte zwischen Juden und Christen. 1930 wurde Hirsch zum Präsidenten des Oberrats der Israelitischen Religionsgemeinschaft Württemberg gewählt.
Nach der Machtergreifung der Nationalsozialisten 1933 musste Hirsch seinen Posten bei der Neckar AG aufgeben. Als Präsident des Oberrats äußerte er seinen Protest gegen die Auswirkungen der Machtergreifung und organisierte jüdische Selbsthilfe. In dieser Funktion gehörte Hirsch zu den wichtigsten Unterstützern des im Oktober 1933 von Hugo Rosenthal gegründeten Jüdischen Landschulheims Herrlingen.
Er gehörte zu den Gründern der Reichsvertretung der Deutschen Juden und wurde zu deren leitendem Vorsitzenden ernannt; Präsident der Reichsvertretung wurde Leo Baeck. In dieser Funktion siedelte Hirsch nach Berlin über. Um sich seinen Aufgaben voll widmen zu können, wurde er als Präsident des Oberrates zunächst beurlaubt und legte später sein Amt nieder.
Im Jahr 1935 wurde Hirsch, der zu der Zeit als einer der Hauptvertreter der deutschen Juden galt, erstmals von der Gestapo verhaftet, aber bald wieder freigelassen. Ende 1935 folgte ihm seine Familie nach Berlin nach.
Im Juli 1938 repräsentierte Hirsch die deutschen Juden auf der von Franklin D. Roosevelt einberufenen internationalen Flüchtlingskonferenz in Évian in Frankreich. Er setzte seine Proteste in Berlin fort. Kurz nach der Reichspogromnacht wurde er nach erneuten Protesten gegen die Brandstiftungen verhaftet und für zwei Wochen im Konzentrationslager Sachsenhausen interniert. Nach seiner Freilassung konzentrierte sich seine Arbeit vor allem auf die Hilfe zur Emigration für Juden.
Im Juli 1939 wurde die Reichsvertretung der Deutschen Juden zwangsweise in die Reichsvereinigung der Juden in Deutschland überführt. Die Sicherheitspolizei ernannte Hirsch, Baeck und andere zum Vorstand. Die Arbeitsbedingungen wurden mit Beginn des Krieges immer schwieriger. Dennoch konnten bis zum Auswanderungsverbot im Oktober 1941 zahlreiche Auswanderungsmöglichkeiten eröffnet werden.
Am 16. Februar 1941 wurde Otto Hirsch ohne Angabe von Gründen inhaftiert. Er wurde am 23. Mai im Konzentrationslager Mauthausen interniert, wo er nach offiziellen Angaben am 19. Juni 1941 starb. Die genauen Umstände seines Todes sind unbekannt.

## Gedenken
Zur Eröffnung des Stuttgarter Hafens am 31. März 1958 gab die Stadt Stuttgart den drei Brücken, die Hedelfingen und Obertürkheim verbinden, den Namen Otto-Hirsch-Brücken.
Am 9. Januar 1985 wurde ein Gedenkstein für Otto Hirsch an der Otto-Hirsch-Brücke in Hedelfingen enthüllt. Dieser Gedenkstein wurde 2007 vor die Friedhofsmauer in Hedelfingen versetzt. Er erinnert daran, wer Otto Hirsch war. Mitte 2007 eröffnete direkt gegenüber das „Otto-Hirsch-Center“, ein neues Orts-, Büro- und Einkaufszentrum für Hedelfingen.
Im September 2016 wurde vor seinem ehemaligen Wohnort, Berlin-Grunewald, Koenigsallee 35, zwei Stolpersteine, für ihn und seine Ehefrau verlegt.

## Otto-Hirsch-Medaille und Otto-Hirsch-Auszeichnung
Von 1985 bis 2012 wurde von der Stadt Stuttgart gemeinsam mit der Gesellschaft für Christlich-Jüdische Zusammenarbeit Stuttgart e. V. und der Israelitischen Religionsgemeinschaft jährlich die Otto-Hirsch-Medaille an Persönlichkeiten verliehen, die sich um die christlich-jüdische Zusammenarbeit verdient gemacht haben. Unterstützung erhielt die Auszeichnung von Hans Georg Hirsch (* 8. August 1916 in Stuttgart; † 15. Dezember 2015 in Bethesda), dem in Maryland, USA lebenden Sohn von Otto Hirsch. Die Stadt führt eine Liste der Preisträger.
Seit 2013 wird in Stuttgart auf Grundlage einer Satzungsänderung erstmals die Otto-Hirsch-Auszeichnung verliehen. So sollen nicht nur einzelne Persönlichkeiten ausgezeichnet werden, sondern auch Gruppen und Initiativen aller Religionsgemeinschaften, die sich um den christlich-jüdischen Dialog besonders verdient gemacht haben.